# Dream Scenario - Hai mai sognato quest'uomo?
Dream Scenario - Hai mai sognato quest'uomo? (Dream Scenario) è un film del 2023 diretto da Kristoffer Borgli. Il regista, al suo esordio in un film in lingua inglese, è anche autore del soggetto, della sceneggiatura e montatore.
Il film, di genere commedia nera e fantastico, è prodotto da Ari Aster e Lars Knudsen con la loro casa di produzione Square Peg, assieme tra gli altri, a Nicolas Cage che è anche il protagonista della pellicola.
Del cast fanno parte anche Julianne Nicholson, Michael Cera, Tim Meadows e Dylan Baker. Pur non avendo ufficialmente una correlazione, la trama si ispira alla storia dell'uomo dei sogni. Questa leggenda urbana divenne rapidamente virale in tutto il mondo dal 2008, e si rivelerà poi essere un esperimento sociologico ad opera dell'italiano Andrea Natella, pubblicitario e fiction designer.

## Trama
Il professore di biologia Paul Matthews inizia ad apparire inspiegabilmente nei sogni delle persone che lo circondano e la sua ex fidanzata giornalista gli chiede di scrivere un articolo al riguardo. A seguito della pubblicazione dell'articolo, Paul inizia a ricevere messaggi sul suo profilo Facebook, che la giornalista aveva collegato all'articolo pubblicato, capendo così di essere sognato da numerose persone in tutto il mondo. Nonostante sia divertito dall'essere al centro dell'attenzione, è presto frustrato a causa della sua passività nelle rappresentazioni dei sogni. 
Un uomo malato di mente irrompe nella casa di Paul e cerca di ucciderlo dopo averlo visto nei suoi sogni, spingendolo a firmare con una società di pubbliche relazioni. Un'assistente ammette a Paul di aver avuto sogni erotici su di lui e tentano di metterne in scena uno nonostante sia sposato, ma lui eiacula prematuramente e se ne va umiliato. Quando apprende che una sua collega ha pubblicato un articolo sull'argomento su cui stava pensando di scrivere un libro, la presenza di Paul nei sogni diventa attivamente violenta e piena di odio, danneggiando la sua carriera e quella di sua moglie Janet, così come il rapporto con la sua famiglia.
Paul diventa più conflittuale quando le persone iniziano a molestarlo, reindirizzando la sua rabbia contro Janet dopo essere entrato in una rissa. Dopo aver avuto un incubo in cui veniva ucciso da solo, Paul pubblica un video di scuse di autocommiserazione e Janet umiliata lo costringe ad andarsene. Cerca di forzare l'ingresso nella recita scolastica di sua figlia nonostante gli sia stato impedito, ferendo accidentalmente la sua insegnante nel processo di chiusura della porta. 
Qualche tempo dopo, i sogni si sono fermati e l'incidente ha portato all'invenzione della tecnologia dei viaggi da sogno, da utilizzare principalmente per la pubblicità. Janet vede il suo collega e si separa da Paul, che parte per un mediocre tour in Francia per vendere la sua autobiografia Dream Scenario, che è stata ribattezzata I Am Your Nightmare senza il suo consenso. Usa la tecnologia per viaggiare nei sogni di Janet e salvarle la vita mentre indossa un vecchio costume di Halloween, che lei aveva espresso in precedenza essere il suo sogno ideale su di lui. Vorrebbe che il sogno fosse reale prima di svanire mentre lei si sveglia.

## Distribuzione
Il film è stato presentato in anteprima al Toronto International Film Festival il 9 settembre 2023.
È stato distribuito nelle sale cinematografiche statunitensi da A24 a partire dal 10 novembre 2023, mentre in quelle italiane dal 16 novembre dello stesso anno.

## Accoglienza

### Incassi
Il film ha incassato 220.035 dollari nel week-end di apertura. Complessivamente ha incassato 5742193 $ in Nordamerica e 6760385 $ nel resto del mondo, per un totale di 12502578 $. In Italia il film ha incassato 216000 €.

### Critica
Su Rotten Tomatoes il 91% delle 238 recensioni dei critici è positivo, con un voto medio di 7.5 su 10; su Metacritic il voto medio ponderato di 47 critici professionali è di 74 su 100.

## Riconoscimenti
- 2024 - Golden Globe
  - Candidatura per Migliore attore in un film commedia o musicale a Nicolas Cage

- 2024 - Satellite Award
  - Candidatura per Migliore attore in un film commedia o musicale a Nicolas Cage
  - Candidatura per il Miglior film commedia o musicale
- 2025 - Saturn Award[8]
  - Miglior attore per Nicolas Cage
  - Candidatura per il miglior film indipendente